# Streitkräfte des Südsudan
Die Streitkräfte des Südsudan (englisch South Sudan People’s Defense Force oder kurz SSPDF; früher Sudan People’s Liberation Army) wurden bei der Unabhängigkeit des Südsudan 2011 überwiegend aus den im Süden stationierten Einheiten der Sudanesischen Volksbefreiungsarmee gebildet. Schon vor der Unabhängigkeit waren sie mit schweren Waffen aufgerüstet worden.

## Geschichte
Nach jahrzehntelangem Sezessionskrieg im Südsudan von 1955 bis 1972 und noch einmal von 1983 bis 2005 wurde im Jahre 2005 die autonome Region Südsudan gebildet. Am 9. Juli 2011 wurde Südsudan unabhängig. Die Unabhängigkeitserklärung wurde vom Sudan am 8. Juli anerkannt.
Am 4. Februar 2012 meinte der sudanesische Präsident al-Baschir, dass ein Krieg zwischen den beiden Staaten möglich sei. Am 11. Februar unterzeichneten beide Staaten in Addis Abeba einen Nicht-Angriffspakt. Jedoch werden immer wieder neue Angriffe gemeldet. Die Vereinten Nationen und die USA forderten ein Ende der Gewalt. Am 12. April 2012 erklärte die sudanesische Regierung, alle Verhandlungen mit „dem Feind“ abzubrechen und beschloss die Generalmobilmachung. Seither gibt es immer wieder kleinere Auseinandersetzungen. Die Konflikte konnten in den letzten Jahren mit Ausnahme des Status des umstrittenen Abyei beigelegt werden.
Die Einheit der Streitkräfte ist aber u. a. durch den ethnischen Konflikt zwischen Dinka und Nuer gefährdet. Seit Mitte Dezember 2013 findet im Südsudan ein bewaffneter Konflikt um die politische Führung des Landes statt, wobei Ausgangspunkt der Unruhen eine bevorstehende Entwaffnung von Angehörigen des Nuer-Clans in der Präsidentengarde um den ehemaligen Vizepräsidenten Riek Machar war, den Präsident Salva Kiir Mayardit im Juli entlassen hatte. Im Zuge der Unruhen im Südsudan begannen wieder Verhandlungen mit dem Sudan, bei denen al-Baschir die Bildung gemeinsamer Armeeeinheiten vorschlug.

## Ausrüstung

### Heer

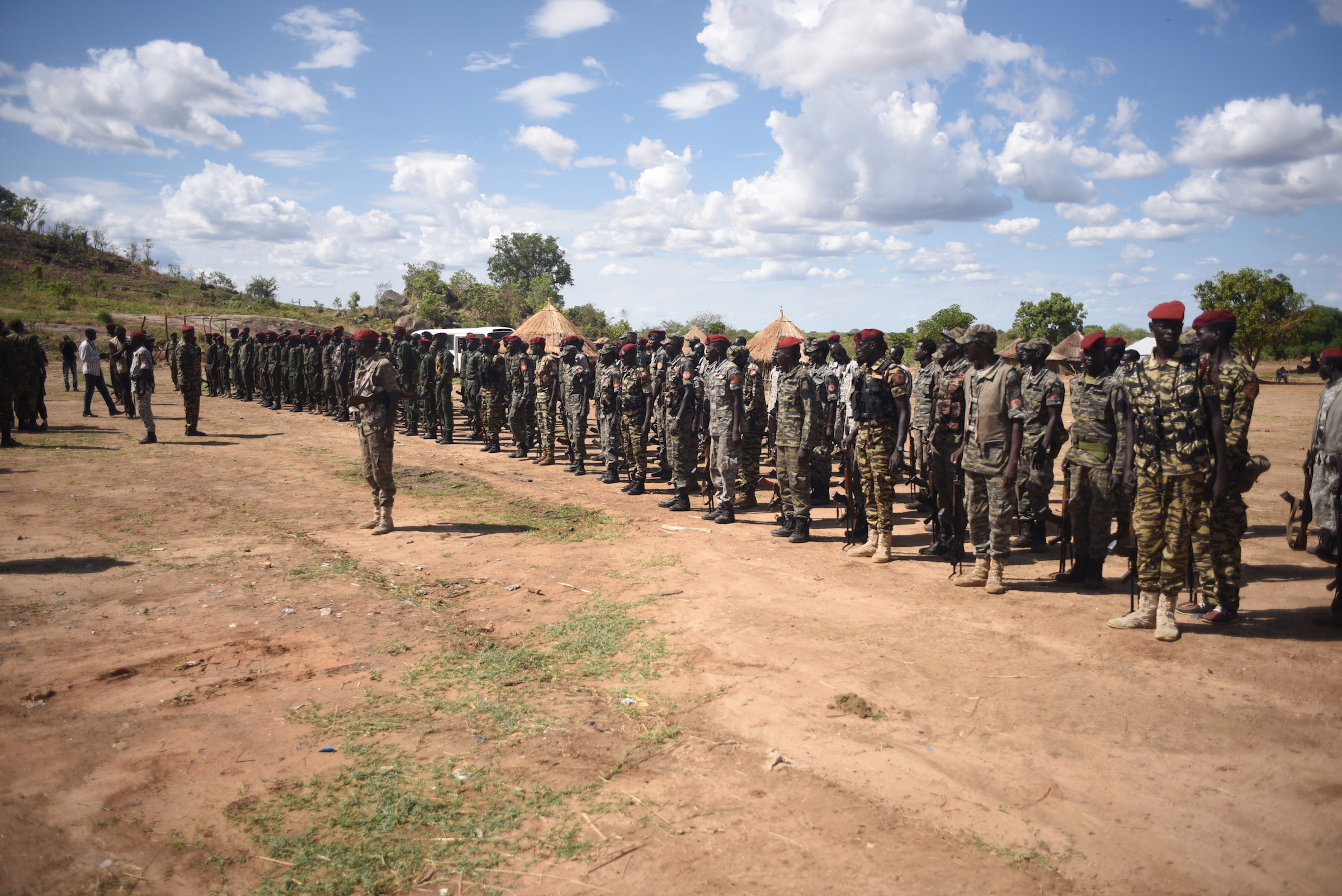
Soldaten des Heeres vom Südsudan in der Nähe der Stadt Juba

Nach Schätzungen hatte der Südsudan im Jahr 2020 über 185.000 Soldaten beschäftigt. Das Heer verfügt über folgende Ausrüstung:

#### Fahrzeuge
| Typ    | Herkunft                     | Funktion               | Version        | Anzahl | Anmerkung                      |
| ------ | ---------------------------- | ---------------------- | -------------- | ------ | ------------------------------ |
| T-55   | Sowjetunion                  | Kampfpanzer            |                |        | vermutlich nicht einsatzbereit |
| T-72   | Sowjetunion                  | Kampfpanzer            | AV             | 80     | vermutlich nicht einsatzbereit |
| STREIT | Vereinigte Arabische Emirate | Mannschaftstransporter | Typhoon Cougar |        |                                |
| Mamba  | Südafrika                    | Mannschaftstransporter |                |        |                                |

#### Artillerie
| Typ        | Herkunft                        | Kaliber | Funktion          |                                                |
| ---------- | ------------------------------- | ------- | ----------------- | ---------------------------------------------- |
| 2S1        | Sowjetunion                     | 122 mm  | Selbstfahrlafette |                                                |
| 2S3        | Sowjetunion                     | 152 mm  | Selbstfahrlafette |                                                |
| M-46       | Sowjetunion                     | 130 mm  | Kanone            |                                                |
| BM-21 Grad | Sowjetunion                     | 122 mm  | Raketenwerfer     |                                                |
| Typ 63     | Sowjetunion Volksrepublik China | 107 mm  | Raketenwerfer     | ist ein Nachbau des sowjetischen Werfers BM-12 |
| Typ 55     | Volksrepublik China             | 120 mm  | Mörser            |                                                |

#### Panzer- und Flugabwehrwaffen
| Typ           | Herkunft                        | Funktion                | Anzahl | Anmerkungen                     |
| ------------- | ------------------------------- | ----------------------- | ------ | ------------------------------- |
| 9K11 Maljutka | Sowjetunion Volksrepublik China | Panzerabwehrlenkwaffe   |        | Chinesische Version HJ-73       |
| 9K115 Metis   | Sowjetunion                     | Panzerabwehrlenkwaffe   |        |                                 |
| SPG-9 Kopjo   | Sowjetunion                     | Rückstoßfreies Geschütz |        |                                 |
| S-125 Newa    | Sowjetunion                     | Flugabwehrrakete        | 16     | berichtet                       |
| 9K32 Strela-2 | Sowjetunion                     | MANPADS                 |        | vermutlich veraltet             |
| QianWei-2     | Volksrepublik China             | MANPADS                 |        |                                 |
| ZPU-4         | Sowjetunion                     | Maschinengewehr         |        |                                 |
| SU-23         | Sowjetunion                     | Flugabwehrkanone        |        |                                 |
| M1939         | Sowjetunion Volksrepublik China | Flugabwehrkanone        |        | Chinesische Versionen Typ 65/74 |

### Luftwaffe

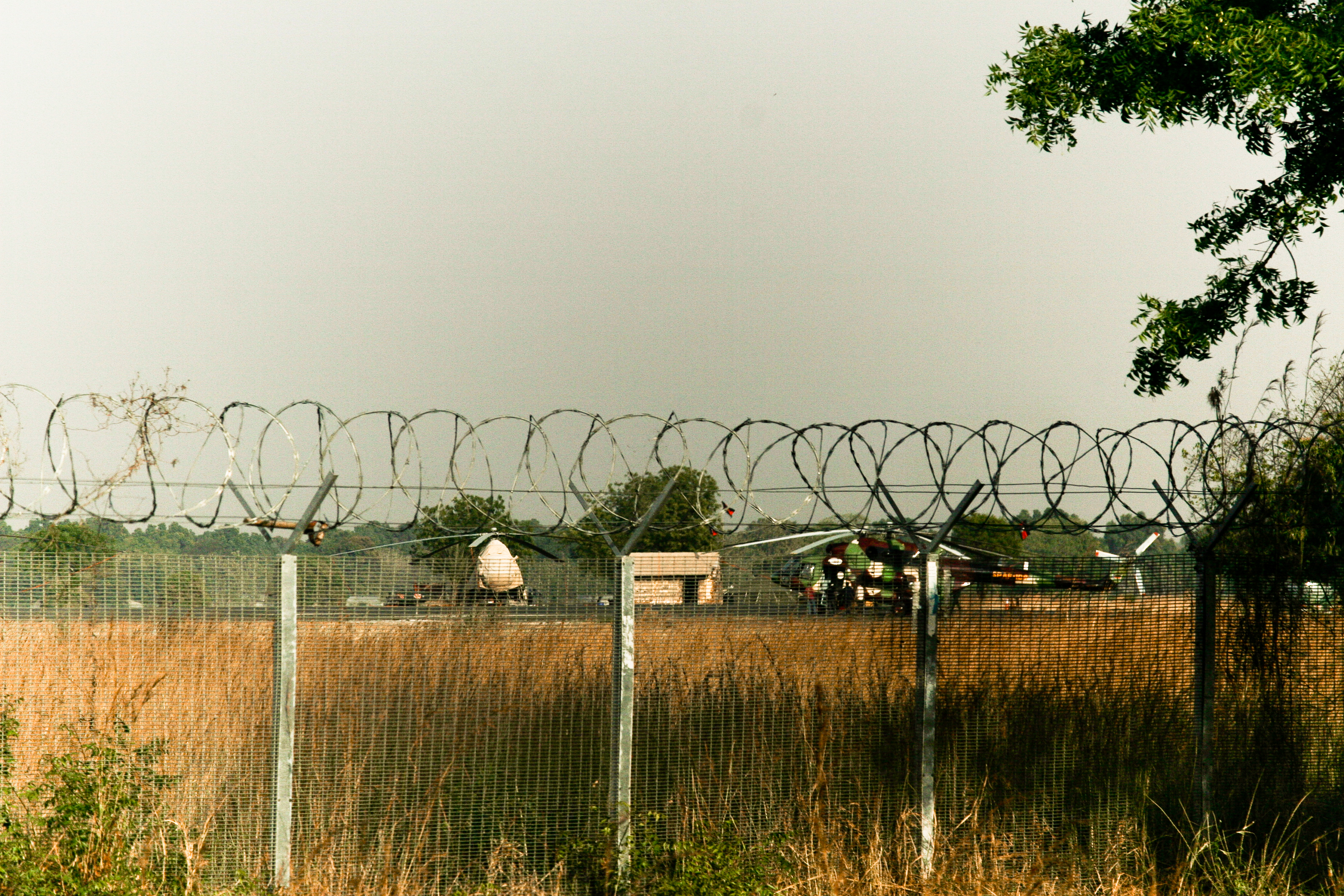
Zwei Mil Mi-17 auf dem Flughafen Juba

Die South Sudan Air Force verfügt über folgende Luftfahrzeuge:
| Typ                  | Herkunft           | Funktion                               | Version      | Anzahl    |
| Flugzeuge            | Flugzeuge          | Flugzeuge                              | Flugzeuge    | Flugzeuge |
| -------------------- | ------------------ | -------------------------------------- | ------------ | --------- |
| Antonow An-26        | Sowjetunion        | Transportflugzeug                      |              | 1         |
| Beechcraft 1900      | Vereinigte Staaten | Verbindungsflugzeug                    |              | 1         |
| Aero L-39            | Tschechoslowakei   | Schulflugzeug                          |              | 2         |
| Hubschrauber         |                    |                                        |              |           |
| AgustaWestland AW109 | Italien            | Mehrzweckhubschrauber                  |              | 2         |
| Mil Mi-8             | Sowjetunion        | Mehrzweckhubschrauber VIP-Hubschrauber | Mi-17 Mi-172 | 9 1       |
| Mil Mi-24            | Sowjetunion        | Kampfhubschrauber                      |              | 6         |

#### Zwischenfälle
- Am 8. Februar 2022 kam eine Antonow An-26 der Südsudanesischen Luftwaffe (Luftfahrzeugkennzeichen SP-402) auf dem Flugplatz Agok im Südsudan von der Landebahn ab. Bei der Bruchlandung brach der größte Teil der linken Tragfläche ab. Der Unfall wird auf den schlechten Zustand der Landebahn zurückgeführt, da er sich ereignete, nachdem das Flugzeug ein größeres Schlagloch überrollt hatte. Alle 12 Insassen überlebten.[13]

## Einsätze
Die SPLA hat im Jahr 2010 500 Soldaten in Yambio stationiert und der Regional Task Force unterstellt, um die Lord’s Resistance Army zu bekämpfen.